# Interleukina 25
Interleukina 25, IL-25 – jest wytwarzana przez limfocyty Th2. 
Ma podobną budowę do interleukiny 17, dlatego początkowo była określana jako interleukina 17E. 
Pobudza limfocyty Th2 do wydzielania interleukiny 4, interleukiny 5 oraz interleukiny 13. Działając poprzez nie, stymuluje produkcję eozynofilów oraz przeciwciał klasy IgM i IgA. Odgrywa przez to ważną rolę w odporności przeciwpasożytniczej. 